# Merry-Go-Round (Film)
Merry-Go-Round ist ein 1977 gedrehter Film von Jacques Rivette. Er kam in Deutschland erstmals 1981, in Frankreich 1983 in die Kinos.

## Handlung
Der aus New York kommende Ben und die aus Rom kommende Léo begegnen sich in der Lobby eines am Rand des Pariser Flughafens von Roissy gelegenen Hotels. Beide sind mit einem Telegramm benachrichtigt worden, sich dort einzufinden. Absenderin des Telegramms war Elisabeth, Lisa – Bens Freundin, Léos ältere Schwester. Ben und Léo treffen ein, von Lisa aber zunächst keine Spur. Dann finden sie doch eine Nachricht von ihr, gelangen über ein paar Stationen in eine Villa und stoßen dort schließlich auf Lisa. Diese Villa ist eines der Häuser, die dem Vater der beiden jungen Frauen gehörten, das jetzt aber offenbar gerade von den neuen Eigentümern in Besitz genommen wird. Es bewegt sich in der Villa ein ziemlich seltsam auftretendes Personal, dem man jedoch den Coup, der sich ereignet, nicht ohne Weiteres zugetraut hätte: Lisa wird in einem bereitstehenden Krankenwagen entführt.
Es ist der Beginn eines bis zum Ende undurchschaubaren Plots, in den Léo und Ben hineingeraten und der sie an die verschiedensten, rund um Paris gelegenen Orte führen wird: Ist Léos und Lisas Vater, ist David Hoffman vor vier Jahren bei einem Flugzeugunglück ums Leben gekommen oder wurde sein Tod nur vorgetäuscht? Liegt sein hinterlassenes Geldvermögen, immerhin 20 Millionen Francs, immer noch in einem Banksafe? Wer ist wann im Besitz des Schlüssels zum Safe? Wer kennt den Code zum Safe? Welche Rolle spielt der dubiose Mr. Danvers mit den Fähigkeiten eines Mediums? Ein Strohmann anstelle David Hoffmans? – Die Fäden scheint jedenfalls die ebenso hübsche wie undurchsichtig wirkende Shirley zu ziehen – Bens Schwester, Lisas ehemalige Freundin und bis zu dessen Verschwinden – oder Tod – David Hoffmans Geliebte. Shirley wiederum beschuldigt Lisa, von Anfang an nur hinter dem Geld ihres Vaters her gewesen zu sein. Lisas Entführung? Von ihr selbst inszeniert. In einem modernen Bungalow und dem angrenzenden Park kommt es zum Showdown, in dem Gut und Böse allerdings weiterhin nicht klar zu unterscheiden sind. Und so erscheint der Tod von Lisa und von Mr. Danvers als besonders sinnlos.
Diese Kriminalgeschichte, die selbst bereits nicht sehr realistisch wirkt, sondern eher Elemente von Krimis zitiert, wird immer wieder unterbrochen von Szenen aus einem parallelen Leben, vielleicht auch aus Angstträumen Bens und Léos. Immer wieder wird Ben durch einen Wald gehetzt und mal von einem Reiter in Ritterrüstung, mal von einer Bogenschützin bedroht. Immer wieder irrt Léo, oder eine Léo sehr ähnlich sehende junge Frau, durch eine Dünenlandschaft; einmal sackt sie dort in eine Sandgrube und wird von Schlangen bedroht.

## Varia

### Die Andere
Während der Dreharbeiten kam es zu Spannungen zwischen Rivette und Maria Schneider. „Wir begannen die Dreharbeiten mit den beiden Hauptdarstellern, aber schon nach acht Tagen liefen die Dinge sehr schlecht“, sagte Rivette in einem Gespräch. Laut Joe Dallesandro waren es die Darsteller, die Rivette ermutigten, die Dreharbeiten überhaupt fortzusetzen. Aber für die „Szenen aus einem parallelen Leben“, bei denen Ben durch den Wald gehetzt wird und Léo über die Dünen irrt, stand Maria Schneider nicht mehr zur Verfügung. Ihre Figur wird in diesen Szenen dargestellt von Hermine Karagheuz; in den Credits wird sie bezeichnet als „l’autre“, die Andere.

### Die Filmmusik
Wie bei Rivettes beiden vorigen Filmen sind die Musiker auch bei Merry-Go-Round bei der Einspielung der Musik zu sehen. Bei Duelle und Noroît waren sie am Set anwesend und in den meisten Einstellungen auch zu sehen. In Merry-Go-Round sieht man die Jazzmusiker Barre Phillips und John Surman im Studio; ihre Musikaufnahmen sind wie Trennungen zwischen einzelne Kapitel des Films gesetzt. Meist überlagert die Musik noch den Beginn einer Szene und verklingt dann.

## Rezeption
Nach den anstrengenden Dreharbeiten von August bis Oktober 1977, bei denen es Tage gab, an denen Rivette nicht am Set erschien, zog sich der Schnitt des Films mehr als ein Jahr hin, so dass die erste vollständig montierte Version Ende 1978 vorlag. Von Anfang an war Rivette mit dem Ergebnis nicht zufrieden: „un film malheureux“ – ein unglücklicher Film. Der Kinostart in Frankreich war erst mehr als vier Jahre später, am 8. April 1983. Vorher, im Herbst 1981, war der Film in einigen wenigen Kinos in Deutschland zu sehen.
In seiner Besprechung des Films zitierte Norbert Jochum damals in Die Zeit zunächst Rivette: „Was ich möchte, ist ein Kino zu entdecken, in dem das Narrative nicht notwendigerweise die führende Rolle spielt. Ich will nicht sagen, daß es vollständig eliminiert werden sollte, ich denke, das ist unmöglich. Wenn man das Narrative zur Tür hinauswirft, dann kommt es durch das Fenster wieder herein. Was ich meine, ist, daß in dem Kino, das ich mir vorstelle, nicht das Narrative die treibende Kraft wäre, sondern das Spektakuläre – im wahrsten Sinne des Wortes.“ Das sei Rivette mit Merry-Go-Round gelungen, es sei einer der wenigen Filme, über die man sagen könne, dass sie nicht nur „der Vollzug eines Drehbuchs sind“.
Etwas kritischer sah es nach dem französischen Kinostart Jean-Claude Biette, kam aber schließlich zu einem ähnlichen Fazit. Er schrieb, dass es „manchmal (vorkomme), dass ein Filmemacher, wenn er einen Film beginnt, … sich nicht mehr an seine magischen Formeln (erinnere). Er (vernehme) nicht mehr die Stimme seines Talents. Jeder Filmemacher (habe aber) einen Instinkt in Reserve, der ihm die Kraft (gebe), dem Chaos ins Gesicht zu blicken.“ Diesen Instinkt habe Rivette mobilisiert, und so sei Merry-Go-Round „das Ergebnis eines solchen Glücksfalls – ein offener Film“.
Sehr viel später, in seinem Nachruf nach Rivettes Tod in 2016, gab Jonathan Rosenbaum, eigentlich großer Liebhaber von Rivette-Filmen, seine Bewertung von Merry-Go-Round in einem einzigen Wort: „abortive“ – misslungen.